# الفرقة الأكاديمية للرقص والأغاني لروسجفارديا

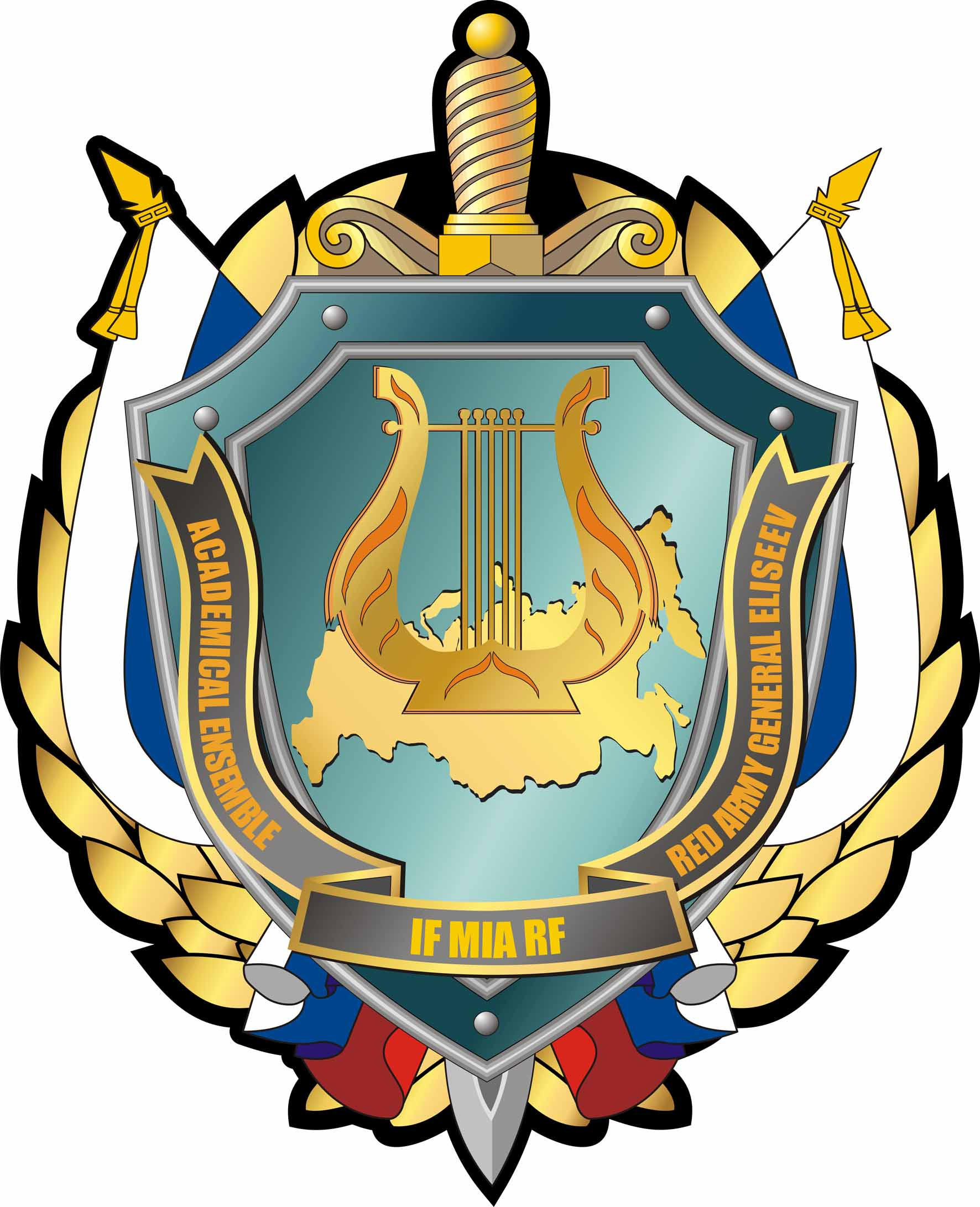

أكاديمية فرقة روسجفارديا للأغاني والرقص، المعروفة سابقًا باسم فرقة MVD، هي أكاديمية رسمية للحرس الوطني لروسيا ووزارة الشؤون الداخلية في الاتحاد الروسي (Russian MVD). تأسست الفرقة في عام 1939، وهي تحمل تقاليد الجوقات والباليه للجيش الأحمر السوفيتي، مع المغنين والموسيقيين والراقصين.

## تاريخ الاكاديمية
أنشأت فرقة MVD لخدمة ودعم الدولة السوفيتية. كانت مهمتها رفع الروح المعنوية للقوات، من خلال تمجيد المثل الأعلى للثورة، والسماح للناس بإعادة إحياء روح ثورة أكتوبر واقتحام قصر الشتاء.
تأسست فرقة الكسندروف، تحت رعاية وزارة الدفاع، في عام 1928، وفرقة MVD التابعة لوزارة الشؤون الداخلية في عام 1939 ولكن تم حلها حتى عام 1974 
تأسست Ensemble MVD في عام 1939 تحت إشراف ألكسندر فاسيليفيتش. أعاد الجنرال فيكتور إليسيف  إنشاء الفرقة في عام 1974 عندما انضم كرئيس للجوقة، ثم أصبح مديرًا لمجموعة MVD في عام 1985.
تضم الاكاديمية الموسيقى الروسية التقليدية، والموسيقى المقدسة، والأوبرا والموسيقى الشعبية، مثل «كاتيوشا» و«كالينكا» و«كيرنينا» و«آفي ماريا».
منذ الثمانينيات من القرن الماضي، قدمت فرقة MVD عروضًا في جميع القارات. حققت فرقة MVD أكثر من سبعة آلاف عرض في عدة لغات، وأكثر من 20 مليون مشاهد حول العالم. والتقت فرقة MVD بالبابا يوحنا بولس الثاني  في روما، وشاركت في افتتاح دورة الألعاب الأولمبية الصيفية لعام 1980 في موسكو.

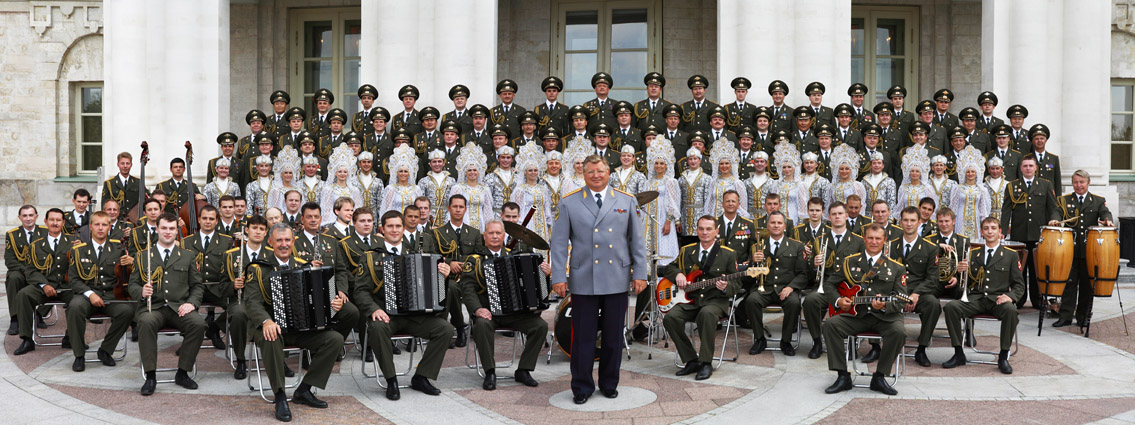
فرقة MVD عام 2007

الوحدة العسكرية الوحيدة التابعة لـ MVD التي حصلت على «نجمة البلاتين»، في شارع مخصص للفنانين الروس الكبار، وتضم خمسين من فنانيها الذين حصلوا على لقب «فنان روسيا الفخري».
في عام 2014، افتتحت فرقة MVD والجوقة دورة الألعاب الأولمبية الشتوية في سوتشي، بناءً على طلب منتجهم الفرنسي تييري وولف،  يغنون غلافًا لأغنية Daft Punk " Get Lucky ". في 29 ديسمبر من نفس العام، أصدرت المجموعة غلاف فيديو لفاريل ويليامز «Happy».[بحاجة لمصدر]

## الجنرال فيكتور إليسيف

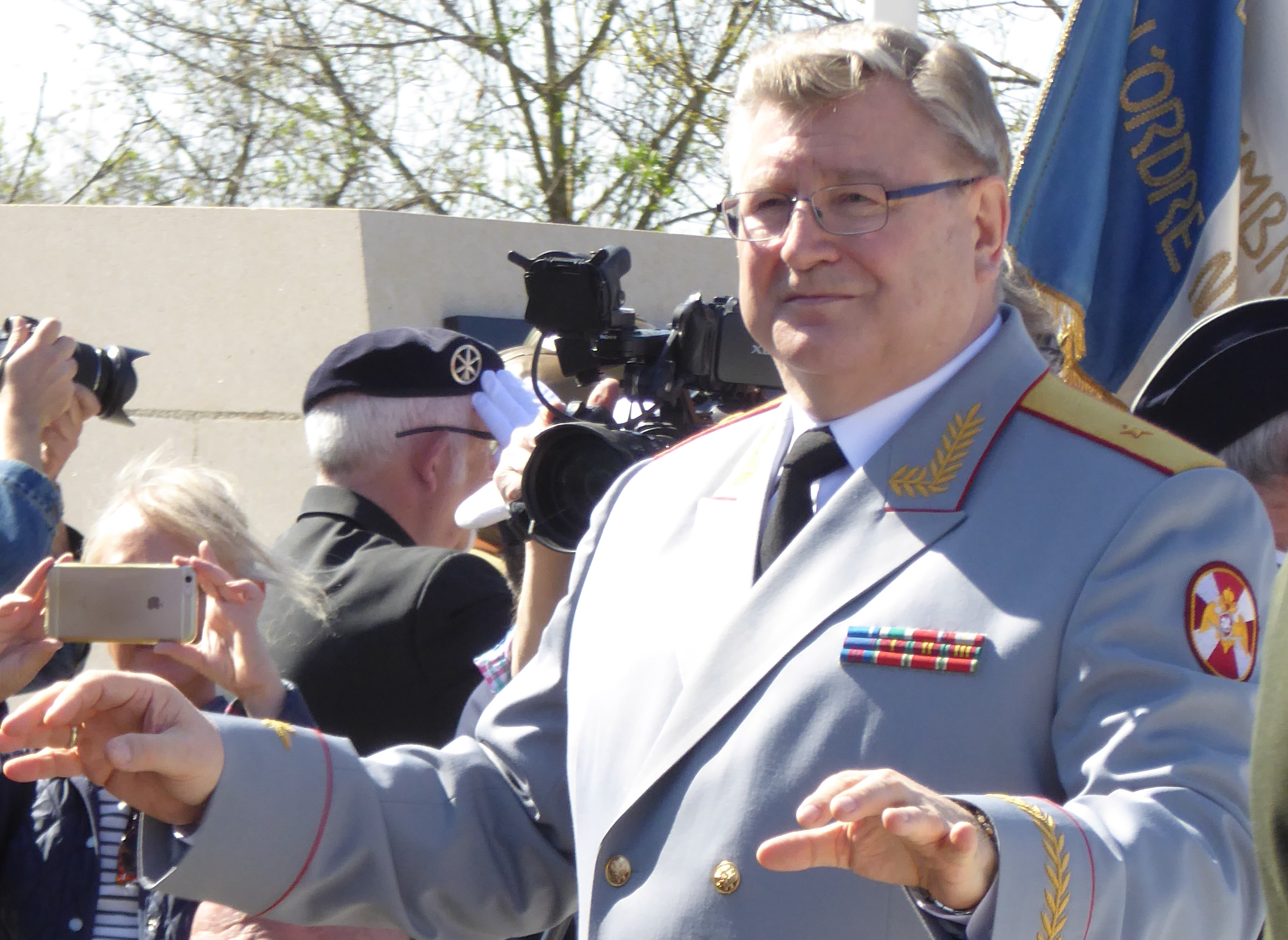
إليسييف في عام 2017

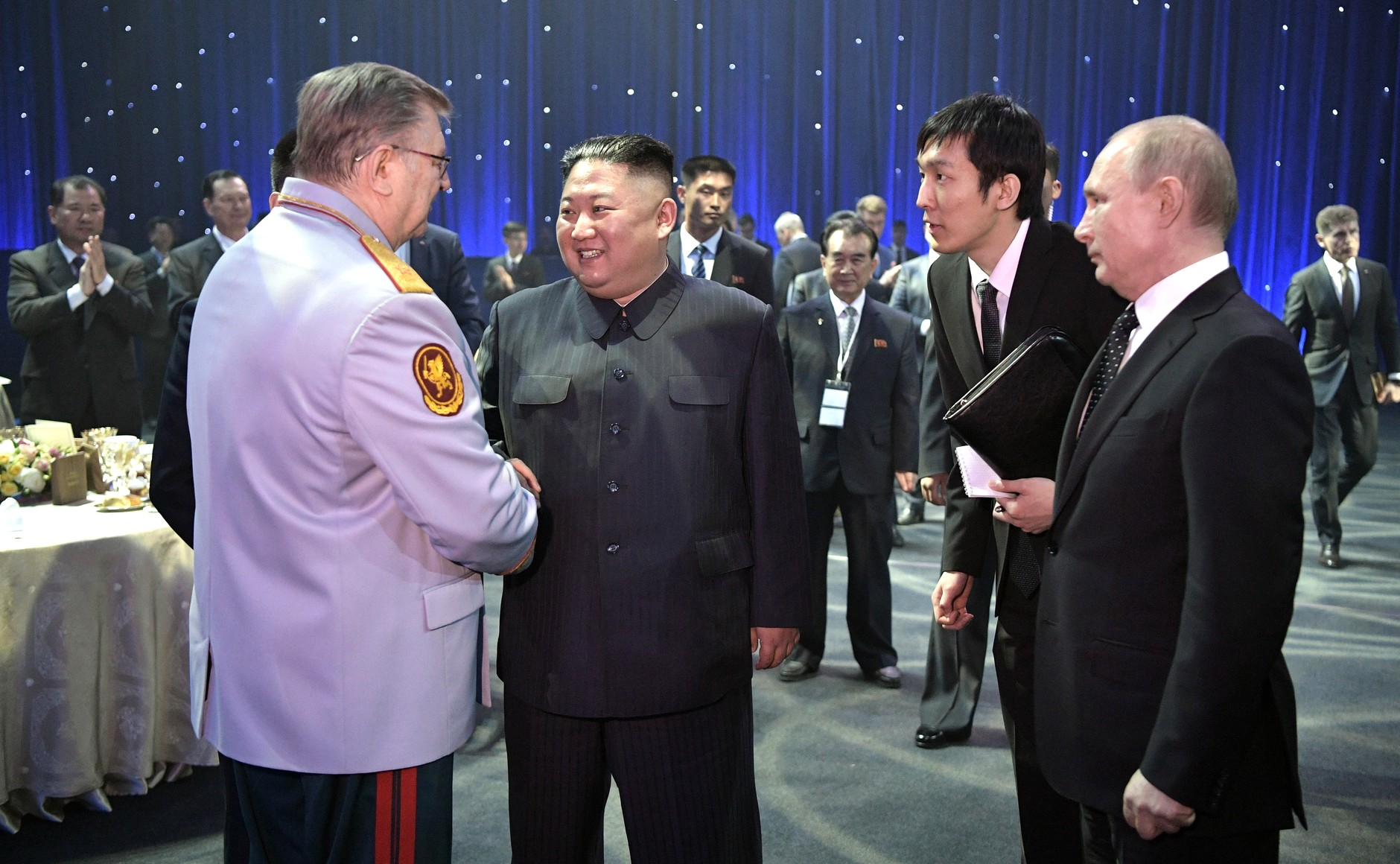
إليسييف مع رئيس لجنة شؤون الدولة في كوريا الشمالية كيم جونغ أون والرئيس الروسي فلاديمير بوتين خلال القمة الروسية الكورية الشمالية لعام 2019.

ولد فيكتور إليسيف في 9 يونيو 1950 في موسكو. درس الموسيقى وتخرج من معهد الموسيقى الحكومية عام 1976. التحق بسلك وزارة الداخلية عام 1973، وأصبح مدير جوقة الجيش الأحمر عام 1985. انتخب «رجل العام للثقافة» عام 2007، وفاز في الصين عام 2009.

## التعاون

### فنسنت نيكلو
أراد التينور الفرنسي الشاب فينسينت نيكلو أن يسجل ألبومًا يحتوي على ألحان أوبرا رائعة. أرسل بعض الأغاني إلى تييري وولف، مدير الفرقة  MVD، وكان الجنرال إليزيف مهتمًا. ثم دعت الجوقة نيكلو في جولتهم الفرنسية في مارس 2012 حيث غنى أغنيتين من ألبوم أمينو والنشيد الفرنسي «مارسيليز».
حصل ألبوم أوبرا روج لعام 2012 على جائزة بلاتينية ثلاثية مقابل 300000 نسخة مباعة.
تمت دعوة نيكلو للغناء مع فرقة MVD في الكرملين في موسكو في 10 نوفمبر 2012، بمناسبة الذكرى السنوية للثورة الروسية عام 1917. وهو أول فنان فرنسي تمت دعوته للغناء في هذا المكان.
في مارس 2013، قامت فرقة MVD بدعوة نيكلو مرة أخرى في جولتها في فرنسا وسويسرا وبلجيكا.
استمر التعاون بين فرقة MVD ونيكلو عندما أنتج تييري وولف الألبوم O Fortuna  في أكتوبر 2013 في ألمانيا.

### جوليا ميجينز
خلال الإصدار الفرنسي، تم بث 300 جوقة لعيد الميلاد في 25 ديسمبر 2012، على القناة الفرنسية TF1، قدمت السوبرانو الأمريكية جوليا ميجينز مع فنسنت نيكلو وجوقة الجيش الأحمر بعنوان «ليبيامو» من فيردي لا ترافياتا في ألبوم أوبرا روج.

### سيلين ديون
بثت سيلين ديون عرضًا في 24 نوفمبر 2012 على التلفزيون الفرنسي، حيث قدمت أكبر أغانيها مع ضيوف الأمم المتحدة. في هذه المناسبة، قامت فرقة MVD وVincent Niclo بترجمة " All by Myself " بالقرب منها. دعت نيكلو لافتتاح الحفلات السبع التي قدمتها في باريس وأنفرز في نوفمبر وديسمبر 2013.